# Radiant Entertainment
La Radiant Entertainment, Inc. è una società statunitense dedita allo sviluppo di videogiochi fondata nel 2013 a Los Altos, California. Fondata dai gemelli Tom e Tony Cannon, la compagnia ha sviluppato Rising Thunder (picchiaduro ora opensource) e Stonehearth (gestionale del 2018). Nel mese di marzo 2016, la compagnia è stata acquistata dalla Riot Games.

## Storia
La Radiant Entertainment è stata fondata come sviluppatrice di giochi indie a Los Altos, in California, nel 2013. I fondatori e fratelli gemelli Tom e Tony Cannon sono stati precedentemente impiegati come ingegneri software per VMware, e hanno iniziato a sviluppare videogiochi a tempo pieno nel 2011. Altre iniziative pre-Radiant Entertainment dei fratelli Cannon includono il torneo eSports della Evolution Championship Series e la piattaforma middleware GGPO per i giochi di combattimento. La Radiant Entertainment ha lanciato una campagna Kickstarter per il loro primo gioco, il gestionale Stonehearth, il 29 aprile 2013. Inizialmente con l'obiettivo di $ 120.000, il finanziamento si è concluso un mese dopo con un totale di 751.920 $ promessi da sostenitori. Il gioco è stato pubblicato con accesso anticipato il 3 giugno 2015 ed è stato pubblicato appieno nel mese di luglio 2018. In seguito all'uscita del gioco, in una serie di finanziamenti semestrali del giugno 2015, Radiant Entertainment ha raccolto 4,5 milioni di dollari in finanziamenti da Andreessen Horowitz, London Venture Partners e General Catalyst.
Il 20 luglio 2015, la Radiant Entertainment ha annunciato il suo secondo gioco, Rising Thunder, un picchiaduro. Per sviluppare il gioco, la società fu affiancata da Seth Killian, che in precedenza partì dallo Studio di Santa Monica. La versione alfa tecnica del gioco fu avviata ad una manciata di giocatori alla fine del mese, e al pubblico il 10 agosto. L'8 marzo 2016, la Radiant Entertainment ha annunciato attraverso il loro sito web di essere stata acquisita da Riot Games, lo sviluppatore di League of Legends, per una somma non rivelata. In aggiunta all'acquisizione, l'azienda ha annunciato che Rising Thunder era stato cancellato e sarebbe stato effettivamente chiuso il 18 marzo. Il team di sviluppo di Rising Thunder è stato successivamente riassegnato a un nuovo titolo non annunciato. La versione gratuita e open source del gioco, intitolata Rising Thunder: Community Edition, è stata pubblicata il 18 gennaio 2018.

## Giochi sviluppati
| Anno       | Titolo                            | Piattaforma/e            |
| ---------- | --------------------------------- | ------------------------ |
| Cancellato | Rising Thunder                    | Microsoft Windows        |
| 2018       | Rising Thunder: Community Edition | Microsoft Windows        |
| 2018       | Stonehearth                       | macOS, Microsoft Windows |